# 陈国达
陈国达（1912年1月22日—2004年4月7日），广东新会人，地质学家，中国科学院院士，地洼学说的创立者。

## 生平
陈国达于1930年考入中山大学地质系。1934年毕业后又入读国立北平研究院地质研究所，次年获硕士学位。此后曾在广东、广西、江西等地地质调查所工作。后任教于中山大学地质系，曾出任系主任。1952年院系调整时前往湖南担任新成立的中南矿冶学院（今中南大学）地质系主任。后又历任中南矿冶学院副院长、湖南地质研究所副所长、中国科学院长沙大地构造研究所所长等职。1980年当选中国科学院地学部学部委员（院士）。
陈国达最主要的贡献是创立了地洼学说。他于1956年在传统的地槽、地台之外提出了大陆地壳的新构造单元——地洼区，并以此建立了地洼构造理论体系。1982年凭《地洼区（活化区）一一大陆地壳第三构造单元》获国家自然科学二等奖。1995年他又因亚洲陆海壳体大地构造图获国家科技进步二等奖。
2004年4月7日陈国达在长沙逝世。